# 590

## Догађаји
- Византијско-персијски рат (572—591): цар Маврикије побеђује персијске снаге под Бахрамом Чобином код Нисибиса (савремена Турска) и тера их назад у Јерменију.
- Коментиол, командант (магистер милитум) источне војске, прима легитимног персијског краља, Хозроја II, као избеглицу у свом штабу у Хијерапољу.
- Морис оснива Егзархат Картагине у Африци. Он комбинује цивилну власт преторијанског префекта и војну власт, са седиштем у Картагини.
- 26. март – Теодосије, најстарији Маврикијев син, проглашен је за суцара. Постаје очев наследник византијског престола.
- Стефан I од Иберије је наследио свог оца Гуарама I на месту краља Иберије (Грузија).
- Франци и Бургунди под краљем Гунтрамом нападају Италију. Они заузимају градове Милано и Верону, али су приморани да напусте избијање куге у долини реке По.
- Франци поново нападају Италију; заузимају Модену и Мантову. Неколико лангобардских војвода дефектира: Гизулф, војвода од Фурланије, поражен је и замењен је његовим сином Гисулфом II.
- 5. септембар – Краљ Аутари умире (вероватно од отрова) после шестогодишње владавине, а наследио га је Агилулф, војвода (дук) од Торина, који се жени удовицом Теоделиндом.
- Франачка побуна коју је предводила Басина, ћерка Хиперика I.
- Опсада Линдисфарна: Бритонска коалиција врши опсаду краља Хусе од Бернисије у замку Линдисфарн (Свето острво).
- Пролеће – Краљ Хормизд IV разрешава Бахрама Чобина као команданта (Еран спахбед). Устаје и креће уз подршку персијске војске према Ктесифону.
- 15. фебруар – Персијски племићи свргну и убију Хормизда IV. Пошто је владао од 579. године, наследио га је син Хозроје II као краљ Персијског царства.
- Септембар – Бахрам Чобин побеђује инфериорне снаге Хозроја II код Ктесифона. Он заузима престо и проглашава се персијским краљем Бахрамом IV.
- Кадунгон постаје краљ Пандијанског краљевства у Јужној Индији.
- Иеонгианг постаје владар корејског краљевства Гогуриео.
- 7. фебруар – Папа Пелагије II постаје жртва куге која је похарала Рим. После 11-годишње владавине наследио га је папа Гргур I, стар 50 година, као 64. римски епископ, први из редова монаштва.
- Егидију, бискупу Ремса, суди се у Мецу пред сабором епископа за заверу против краља Чилдеберта II; проглашен је кривим и прогнан у Стразбур.
- Папа Гргур I започиње енергичан програм обнове аквадукта и обнове Рима. Он снабдева грађане житом, као под римском царском влашћу.
- Колумбан, ирски мисионар, добија од краља Гунтрама гало-римски замак Луксовијум (Лукеуил-лес-Баинс), где оснива опатију Луксеј.
- Јован Бикларски, визиготски хроничар, завршава своју „Хронику” пре него што је постављен за рпикопа Ђироне (Каталонија, Шпанија).

## Смрти
- Јосиф Алавердски

- 7. фебруар — папа Пелагије II (р. 520.)
- 5. септембар – Аутари, краљ Лангобарда
- Блане, шкотски бискуп и светац
- Еорменрик, краљ Кента (Енглеска)
- Гисулф I, војвода од Фурланије (Италија)
- Гуарам I, краљ Иберије (Грузија)
- Хормизд IV, краљ Персијског царства
- Ермелинде, светац из Брабанта (р. 510)